# Ахмед Іззет Фургач
Ахмед Іззет Фургач, Ахмед Іззет-паша (тур. Ahmed İzzet Furgaç, 1864–1937) — один з останніх великих візирів Османської імперії.

## Життєпис
Ахмед Іззет народився у 1864 році в місті Монастір (суч. Бітола в Республіці Македонія). У 1884 році закінчив військове училище, роком пізніше — військову академію, у 1891—1894 роках продовжив військову освіту в Німеччини. Після повернення служив в Македонії (під час греко-турецької війни 1897 року), Сирії і Хиджазі, ставши бригадним генералом в 1903—1906 роках брав участь у придушенні повстання в Ємені.
У 1908 році після Младотурецької революції Ахмед Іззет-паша був призначений начальником Генерального штабу, і залишався на цій посаді до 1914 року. Він зіграв важливу роль в модернізації Османської армії за допомогою німецьких консультантів. У 1911—1912 році Ахмед Іззет-паша перебував у Ємені, займаючись придушенням повстання. Він повернувся до Стамбулу у 1913 році в останні дні Першої Балканської війни, і очолив армію під час боїв на Чаталджинській укріпленій лінії. Після того, як 11 червня 1913 був убитий Махмуд Шевкет-паша, Ахмед Іззет-паша став замість нього військовим міністром. Його кадрові перестановки, проведені без згоди партії «Єднання і прогрес», призвели до того, що у січні 1914 року він змушений був піти у відставку.
Коли в результаті Балканських воєн була проголошена незалежність Албанії, то Ахмед Іззет розглядався в якості одного з кандидатів на роль князя нової держави, але в підсумку вибір великих держав упав на німця Вільгельма.
Ахмед Іззет-паша був противником вступу Османської імперії в Першу світову війну, і тому в 1914-15 роках не займав важливих військових постів, і лише в 1916 році був призначений командувачем Другою армією, яка воювала на Кавказькому фронті, де вона зазнала важких втрат в результаті російського наступу.

## Великий візир
Після того, як 7 жовтня 1918 року уряд Талаат-паші пішов у відставку, Ахмед Іззет-паша був призначений великим візиром. Саме тоді турецька армія зазнала важких втрат в Палестині, був зданий Дамаск, капітулювала Болгарія. Було очевидно, що війна програна, і до її кінця залишилося вже недовго. Партія «Єднання і прогрес» була розпущена, і в свій уряд Ахмед Іззет взяв лише тих її колишніх членів, хто не був пов'язаний з військовими злочинами. 30 жовтня 1918 року було підписано Мудроське перемир'я. 3 листопада члени тріумвірату — Енвер-паша, Талаат-паша і Джемаль-паша — таємно втекли за кордон. Кабінет Ахмеда Іззет-паші був звинувачений в тому, що він не зміг запобігти їх втечі, і 8 листопада 1918 що призвело до відставки, пробувши при владі всього 25 днів. Більшу частину з цих 25 днів сам Ахмед Іззет провів в ліжку, хворіючи «іспанкою».

## Військовий міністр
19 травня 1919 султан призначив Ахмеда Іззетов військовим міністром. Він зробив все можливе для створення нової боєздатної армії. Коли Мустафа Кемаль організував в Анкарі новий турецький уряд, то Ахмед Іззет разом з колишнім великим візиром Мехмедом Феріде 5 грудня 1920 року зустрілися з ним в Біледжик, намагаючись зняти всі суперечності шляхом переговорів, проте Мустафа Кемаль затримав їх, і вони провели три місяці в Анкарі. 

## Міністр закордонних справ
У 1921 році Ахмед Іззет повернувся до Стамбулу, де був призначений міністром закордонних справ, і залишався на цій посаді аж до ліквідації Османської уряду 4 листопада 1922 року. Через те, що він вважав за краще службу султану пропозицією зайняти будь-яку посаду в уряді в Анкарі, його розкритикував Мустафа Кемаль-паша, і до самої смерті Ахмеда Іззетов називали «захисником халіфату».
Після утворення Турецької республіки Ахмед Іззет пішов у відставку. Коли в ході реформ Ататюрка в Туреччині ввели прізвища, то він узяв собі прізвище «Фургач».